# Heraldiskt lejon
Heraldiskt lejon är en skulptur från 1922-1923 av Carl Milles. Den är 23 centimeter hög, inklusive sockel och göts av Herman Bergman i en upplaga. Idag finns den bland annat på Millesgården och på Röhsska museet. Skulpturen är ett modellförslag för fontänen på Götaplatsen i Göteborg innan det bestämdes att istället välja havsguden Poseidon som motiv. I juli 1922 byggde man en skalenlig trämodell på Götaplatsen av skulpturen.

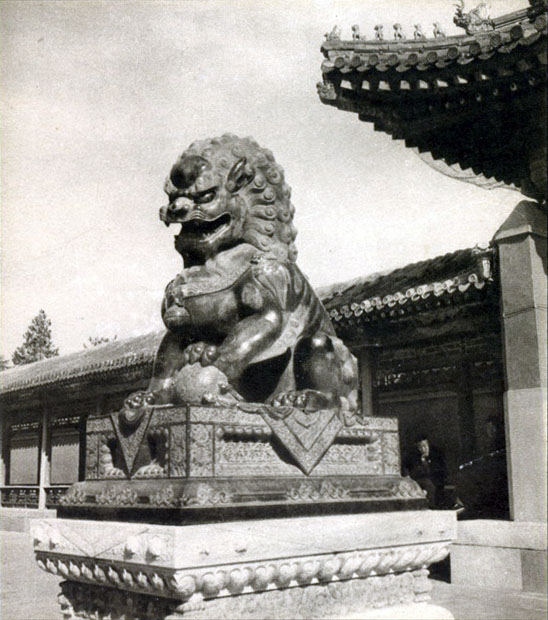
Milles skulptur Heraldiskt lejon är inspirerad av asiatiska lejonhundar.

Skulpturen föreställer ett ganska avsmalnat om än muskulöst lejon som står på bakbenen, vilar sin vänstra tass på ett klot och håller högra tassen upplyft samtidigt som djuret med öppen käft utstöter vad som ser ut att vara en rytning upp mot skyn. Lejonet är stiliserat och har hämtat inspiration från asiatiska skulpturer av lejonhundar som ofta avbildas med ena tassen stående på ett klot, vilket symboliserar jorden. 
2015 valdes Heraldiskt lejon som motiv på medaljen för Lidingöloppet.